# 2e étape du Tour d'Italie 2004
Pour un article plus général, voir Tour d'Italie 2004.
La 2e étape du Tour d'Italie 2004 a eu lieu le 10 mai 2004 entre la ville de Novi Ligure et celle de Pontremoli sur une distance de 184 km. Elle a été remportée par l'Italien Damiano Cunego (Saeco) devant l'Australien Bradley McGee (Fdjeux.com) et l'Italien Cristian Moreni (Alessio-Bianchi). Grâce aux bonifications et au profil de l'étape compliqué pour l'Allemand, McGee s'empare de nouveau du maillot rose de leader du classement général au détriment d'Olaf Pollack (Gerolsteiner) à l'issue de l'étape.

## Classement de l'étape
| \| Classement de l'étape \| Classement de l'étape \| Classement de l'étape \| Classement de l'étape \| Classement de l'étape \| \| Coureur \| Coureur \| Pays \| Équipe \| Temps \| \| --------------------- \| --------------------- \| --------------------- \| ---------------------------------- \| --------------------- \| \| 1er \| Damiano Cunego \| Italie \| Saeco \| 4 h 37 min 08 s \| \| 2e \| Bradley McGee \| Australie \| Fdjeux.com \| + 0 s \| \| 3e \| Cristian Moreni \| Italie \| Alessio-Bianchi \| + 0 s \| \| 4e \| Igor Astarloa \| Espagne \| Lampre \| + 0 s \| \| 5e \| Eddy Mazzoleni \| Italie \| Saeco \| + 0 s \| \| 6e \| Gerhard Trampusch \| Autriche \| Acqua & Sapone - Caffè Mokambo \| + 0 s \| \| 7e \| Davide Rebellin \| Italie \| Gerolsteiner \| + 0 s \| \| 8e \| Stefano Garzelli \| Italie \| Vini Caldirola-Nobili Rubinetterie \| + 0 s \| \| 9e \| Giuseppe Di Grande \| Italie \| Formaggi Pinzolo Fiavè \| + 0 s \| \| 10e \| Yaroslav Popovych \| Ukraine \| Landbouwkrediet-Colnago \| + 0 s \| |                    |           |                                    |                 |
| |                    |           |                                    |                 |
| |                    |           |                                    |                 |
| Classement de l'étape |                    |           |                                    |                 |
| Coureur | Coureur            | Pays      | Équipe                             | Temps           |
| 1er | Damiano Cunego     | Italie    | Saeco                              | 4 h 37 min 08 s |
| 2e | Bradley McGee      | Australie | Fdjeux.com                         | + 0 s           |
| 3e | Cristian Moreni    | Italie    | Alessio-Bianchi                    | + 0 s           |
| 4e | Igor Astarloa      | Espagne   | Lampre                             | + 0 s           |
| 5e | Eddy Mazzoleni     | Italie    | Saeco                              | + 0 s           |
| 6e | Gerhard Trampusch  | Autriche  | Acqua & Sapone - Caffè Mokambo     | + 0 s           |
| 7e | Davide Rebellin    | Italie    | Gerolsteiner                       | + 0 s           |
| 8e | Stefano Garzelli   | Italie    | Vini Caldirola-Nobili Rubinetterie | + 0 s           |
| 9e | Giuseppe Di Grande | Italie    | Formaggi Pinzolo Fiavè             | + 0 s           |
| 10e | Yaroslav Popovych  | Ukraine   | Landbouwkrediet-Colnago            | + 0 s           |

## Classement général
| \| Classement général \| Classement général \| Classement général \| Classement général \| Classement général \| \| Coureur \| Coureur \| Pays \| Équipe \| Temps \| \| ------------------ \| ------------------ \| ------------------ \| ------------------------------ \| ------------------ \| \| 1er \| Bradley McGee \| Australie \| Fdjeux.com \| 8 h 27 min 22 s \| \| 2e \| Yaroslav Popovych \| Ukraine \| Landbouwkrediet-Colnago \| + 32 s \| \| 3e \| Gerhard Trampusch \| Autriche \| Acqua & Sapone - Caffè Mokambo \| + 36 s \| \| 4e \| Damiano Cunego \| Italie \| Saeco \| + 37 s \| \| 5e \| Cristian Moreni \| Italie \| Alessio-Bianchi \| + 39 s \| \| 6e \| Dario Cioni \| Italie \| Fassa Bortolo \| + 45 s \| \| 7e \| Davide Rebellin \| Italie \| Gerolsteiner \| + 47 s \| \| 8e \| Kyrylo Pospyeyev \| Ukraine \| Acqua & Sapone - Caffè Mokambo \| + 47 s \| \| 9e \| Gilberto Simoni \| Italie \| Saeco \| + 47 s \| \| 10e \| Franco Pellizotti \| Italie \| Alessio-Bianchi \| + 48 s \| |                   |           |                                |                 |
| |                   |           |                                |                 |
| |                   |           |                                |                 |
| Classement général |                   |           |                                |                 |
| Coureur | Coureur           | Pays      | Équipe                         | Temps           |
| 1er | Bradley McGee     | Australie | Fdjeux.com                     | 8 h 27 min 22 s |
| 2e | Yaroslav Popovych | Ukraine   | Landbouwkrediet-Colnago        | + 32 s          |
| 3e | Gerhard Trampusch | Autriche  | Acqua & Sapone - Caffè Mokambo | + 36 s          |
| 4e | Damiano Cunego    | Italie    | Saeco                          | + 37 s          |
| 5e | Cristian Moreni   | Italie    | Alessio-Bianchi                | + 39 s          |
| 6e | Dario Cioni       | Italie    | Fassa Bortolo                  | + 45 s          |
| 7e | Davide Rebellin   | Italie    | Gerolsteiner                   | + 47 s          |
| 8e | Kyrylo Pospyeyev  | Ukraine   | Acqua & Sapone - Caffè Mokambo | + 47 s          |
| 9e | Gilberto Simoni   | Italie    | Saeco                          | + 47 s          |
| 10e | Franco Pellizotti | Italie    | Alessio-Bianchi                | + 48 s          |

## Classements annexes
| Classement par points | Classement par points | Classement par points | Classement par points          | Classement par points |
| Coureur               | Coureur               | Pays                  | Équipe                         | Points                |
| --------------------- | --------------------- | --------------------- | ------------------------------ | --------------------- |
| 1er                   | Damiano Cunego        | Italie                | Saeco                          | 25 pts                |
| 2e                    | Alessandro Petacchi   | Italie                | Fassa Bortolo                  | 25 pts                |
| 3e                    | Crescenzo D'Amore     | Italie                | Acqua & Sapone - Caffè Mokambo | 22 pts                |
| 4e                    | Bradley McGee         | Australie             | Fdjeux.com                     | 20 pts                |
| 5e                    | Olaf Pollack          | Allemagne             | Gerolsteiner                   | 20 pts                |

| Classement par points | Classement par points | Classement par points | Classement par points          | Classement par points |
| Coureur               | Coureur               | Pays                  | Équipe                         | Points                |
| --------------------- | --------------------- | --------------------- | ------------------------------ | --------------------- |
| 1er                   | Damiano Cunego        | Italie                | Saeco                          | 25 pts                |
| 2e                    | Alessandro Petacchi   | Italie                | Fassa Bortolo                  | 25 pts                |
| 3e                    | Crescenzo D'Amore     | Italie                | Acqua & Sapone - Caffè Mokambo | 22 pts                |
| 4e                    | Bradley McGee         | Australie             | Fdjeux.com                     | 20 pts                |
| 5e                    | Olaf Pollack          | Allemagne             | Gerolsteiner                   | 20 pts                |

| Classement de la montagne | Classement de la montagne | Classement de la montagne | Classement de la montagne          | Classement de la montagne |
| Coureur                   | Coureur                   | Pays                      | Équipe                             | Points                    |
| ------------------------- | ------------------------- | ------------------------- | ---------------------------------- | ------------------------- |
| 1er                       | Alexandre Moos            | Suisse                    | Phonak Hearing Systems             | 5 pts                     |
| 2e                        | Fabian Wegmann            | Allemagne                 | Gerolsteiner                       | 3 pts                     |
| 3e                        | Steve Zampieri            | Suisse                    | Vini Caldirola-Nobili Rubinetterie | 3 pts                     |
| 4e                        | Damiano Cunego            | Italie                    | Saeco                              | 3 pts                     |
| 5e                        | Freddy González           | Colombie                  | Colombia-Selle Italia              | 2 pts                     |

| Classement de la montagne | Classement de la montagne | Classement de la montagne | Classement de la montagne          | Classement de la montagne |
| Coureur                   | Coureur                   | Pays                      | Équipe                             | Points                    |
| ------------------------- | ------------------------- | ------------------------- | ---------------------------------- | ------------------------- |
| 1er                       | Alexandre Moos            | Suisse                    | Phonak Hearing Systems             | 5 pts                     |
| 2e                        | Fabian Wegmann            | Allemagne                 | Gerolsteiner                       | 3 pts                     |
| 3e                        | Steve Zampieri            | Suisse                    | Vini Caldirola-Nobili Rubinetterie | 3 pts                     |
| 4e                        | Damiano Cunego            | Italie                    | Saeco                              | 3 pts                     |
| 5e                        | Freddy González           | Colombie                  | Colombia-Selle Italia              | 2 pts                     |

| Classement Intergiro | Classement Intergiro | Classement Intergiro | Classement Intergiro         | Classement Intergiro |
|                      | Coureur              | Pays                 | Équipe                       | Temps                |
| -------------------- | -------------------- | -------------------- | ---------------------------- | -------------------- |
| 1er                  | Ruggero Marzoli      | Italie               | Acqua & Sapone-Caffè Mokambo | en 6 h 11 min 37 s   |
| 2e                   | Marlon Pérez         | Colombie             | Colombia-Selle Italia        | + 0 s                |
| 3e                   | Alessandro Vanotti   | Italie               | De Nardi-Piemme Telekom      | + 6 s                |
| 4e                   | Crescenzo D'Amore    | Italie               | Acqua & Sapone-Caffè Mokambo | + 6 s                |
| 5e                   | Alejandro Borrajo    | Argentine            | Ceramica Panaria-Margres     | + 12 s               |
| modifier             |                      |                      |                              |                      |

| Classement par équipes | Classement par équipes         | Classement par équipes | Classement par équipes |
| Équipe                 | Équipe                         | Pays                   | Temps                  |
| ---------------------- | ------------------------------ | ---------------------- | ---------------------- |
| 1re                    | Lampre                         | Italie                 | 24 h 57 min 12 s       |
| 2e                     | Saeco                          | Italie                 | + 0 s                  |
| 3e                     | Acqua & Sapone - Caffè Mokambo | Italie                 | + 0 s                  |
| 4e                     | Alessio-Bianchi                | Italie                 | + 0 s                  |
| 5e                     | Gerolsteiner                   | Allemagne              | + 0 s                  |

| Classement par équipes | Classement par équipes         | Classement par équipes | Classement par équipes |
| Équipe                 | Équipe                         | Pays                   | Temps                  |
| ---------------------- | ------------------------------ | ---------------------- | ---------------------- |
| 1re                    | Lampre                         | Italie                 | 24 h 57 min 12 s       |
| 2e                     | Saeco                          | Italie                 | + 0 s                  |
| 3e                     | Acqua & Sapone - Caffè Mokambo | Italie                 | + 0 s                  |
| 4e                     | Alessio-Bianchi                | Italie                 | + 0 s                  |
| 5e                     | Gerolsteiner                   | Allemagne              | + 0 s                  |